# Ophrys balearica
Ophrys balearica es una especie de orquídea terrestre perteneciente a la familia Orchidaceae. Es endémica de las Islas Baleares.

## Distribución y hábitat
Encontrado en las islas Baleares en garrigues, pinares y terrazas abandonadas en alturas de hasta 450 metros.

## Descripción
Es una especie de tamaño mediano,  terrestre que prefiere el clima frío al cálido y que florece en la primavera en una inflorescencia laxa con 3 a 7  flores de 3 cm de longitud.

## Sinonimia
- Ophrys bertolonii ssp. balearica (P.Delforge) L.Sáez & Rosselló (1997)
- Ophrys bertolonii f. triloba Renz
- Ophrys bertolonii subsp. balearica (P.Delforge) Soca
- Ophrys bertolonii auct.[1]

## Nombres comunes
- Catalàn: Borinot
- Alemán: Balearische Ragwurz